# 慈云寺 (天镇)
40°25′10″N 114°04′45″E / 40.41944°N 114.07917°E
慈云寺位于中国山西省天镇县城内西街，2006年被列为第六批全国重点文物保护单位。

## 历史
慈云寺始建于唐代，贞元年间（785—805）筑天成军城池。一般讲，先筑城池，后修寺庙。慈云寺建筑在贞元之后，那时叫“法华寺”，到辽开泰八年（1019年）重新修葺。到明朝中的宣德年间（1426—1435年）又进行大修，敕赐“慈云寺”，史称“关外巨刹”。

## 建筑
寺坐北朝南，占地约5600平方米，现存山门、金刚殿、大雄宝殿、毗卢殿、钟鼓楼、观音殿、地藏殿、东西厢房和垛殿等建筑。大雄宝殿面阔进深均为三间，单檐歇山顶，殿内有明代壁画。其右为钟楼，其左为鼓楼，对称，为八角圆形穹庐式顶，分上下两层。毗卢殿气势宏伟冠于全寺，面阔五间，进深六椽，悬山顶，前檐设廊，柱头斗栱为九踩，单翘三下昂，殿内有两座明代木质壁藏楼阁。